# Wildbret

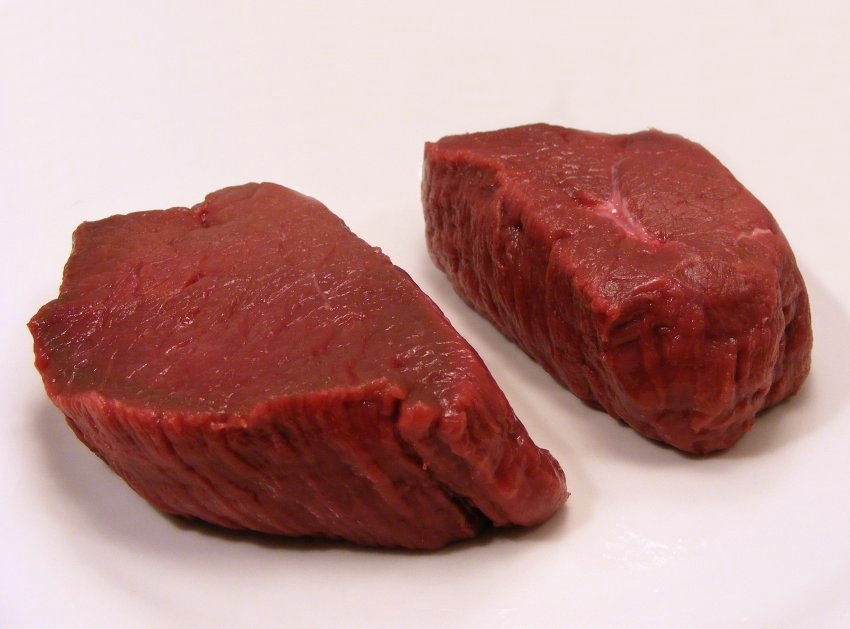
Rohes Wildbret vom Hirsch

Wildbret, auch Wildpret, Wildbraet, Wilpert (mhd. wildbræt „Fleisch vom Wild“), ist Fleisch jagdbarer, wildlebender Tiere, des sogenannten (Jagd-)Wilds. Eine spezifische Bezeichnung für Wildfleisch in den englischsprachigen Ländern Afrikas ist „Bushmeat“. In Österreich wird Wildbret als Fleisch von Tieren, die dem Jagdrecht unterliegen definiert, sodass Fleisch aus Gatterhaltung nicht als Wildbret bezeichnet wird. Der Deutsche Jagdverband veröffentlicht jährlich eine Statistik zum Verzehr von Wildbret. Im Jagdjahr 2023/24 wurden demnach knapp 27.000 Tonnen Wildbret von deutschen Jägern und Jägerinnen vermarktet. Mit 49 Prozent stammt fast die Hälfte des Fleisches vom Wildschwein; 36 Prozent stammen vom Reh, 10 vom Rothirsch und 5 vom Damhirsch. Laut einer repräsentativen Umfrage des Deutschen Jagdverbands hielten im Jahr 2020 84 Prozent der Deutschen heimisches Wildfleisch für ein gesundes und natürliches Lebensmittel. Weiteres Ergebnis: Von 2008 bis 2020 stieg die Zahl derer, die Wildfleisch mindestens einmal im Jahr essen, von 31 auf 52 Prozent.

Verzehr von Wildbret in Deutschland 2008 bis 2020, (Quelle DJV)

Zustimmung Wildbret 2008 bis 2020, (Quelle DJV)

Wildbretaufkommen 2022 bis 2023, (Quelle DJV)

## Verarbeitung und Fleischhygiene
Schon vor dem Schuss, insbesondere aber nach dem Schuss, obliegt dem Jäger die Pflicht, auf Fleischhygiene zu achten. Der Schuss ist so anzubringen, dass er sofort tödlich ist (Blattschuss) und eine Verschmutzung, zum Beispiel durch einen Waidwundschuss, vermieden wird. Zur Wildbrethygiene gehört das Aufbrechen eines erlegten Tieres. Die Qualifizierung dazu erfolgt im Rahmen der Ausbildung zum Jagdschein und ist eines der wichtigsten Prüfungsfächer zur Erlangung der gesetzlichen Jagderlaubnis. Mit der Verwertung des erlegten Wildes wird der Jäger zum Fleischerzeuger und -händler, sofern er das Fleisch in Verkehr bringt, und unterliegt damit bei der Wildbrethygiene den scharfen Bestimmungen der Verordnung über Anforderungen an die Hygiene beim Herstellen, Behandeln und Inverkehrbringen bestimmter Lebensmittel tierischen Ursprungs (Tier-LMHV). Erforderlich ist, die Kühlkette einzuhalten, Fleischuntersuchungen, zum Beispiel die Trichinenschau, durchzuführen und ganz allgemein darauf zu achten, dass die Genusstauglichkeit sichergestellt ist.
In der jagdlichen Praxis ist eine räumliche Trennung beim Abziehen des Fells, d. h. dem „aus der Decke schlagen“, und der folgenden Verarbeitung erforderlich. Das Zerwirken erfolgt in der Regel in einem hierfür eingerichteten Schlachtraum (Zerwirkraum). Hier müssen Boden sowie Wände bis zu einer Höhe von zwei Metern abwaschbar sein und über einen Heißwasseranschluss mit Waschbecken verfügen. Auch der Schutz vor Nagern und Insekten durch Schleusen und Fliegengitter sind notwendig. Eine Aufhängevorrichtung (Rohrbahn mit Wildhaken) verhindert zudem, dass das Wildbret unmittelbar mit dem Boden oder den Wänden in Berührung kommt. Generell sollte das Wild nur wenige Tage in einem entsprechenden Wildkühlschrank oder einer Wildkühlzelle zum Reifen gelagert werden, da die Umluftkühlung das Wild sonst austrocknet.
Der Deutsche Jagdverband stellt im Internet Infos und Lehrmaterial zur Fleischhygiene bei der Primärproduktion zur Verfügung. In zwei Videoserien des Dachverbands der Jäger geben Experten Tipps.

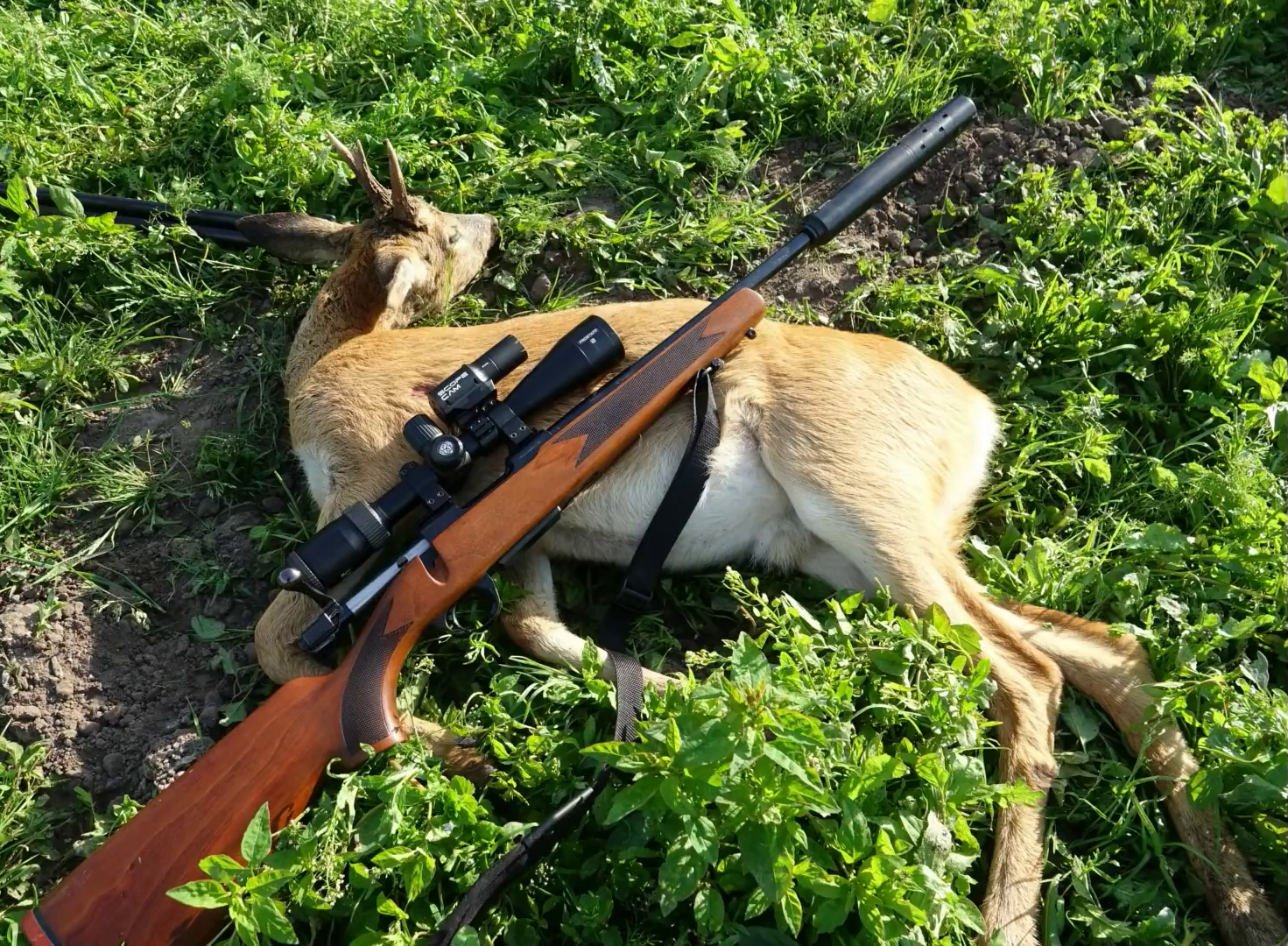
Frisch erlegter Rehbock
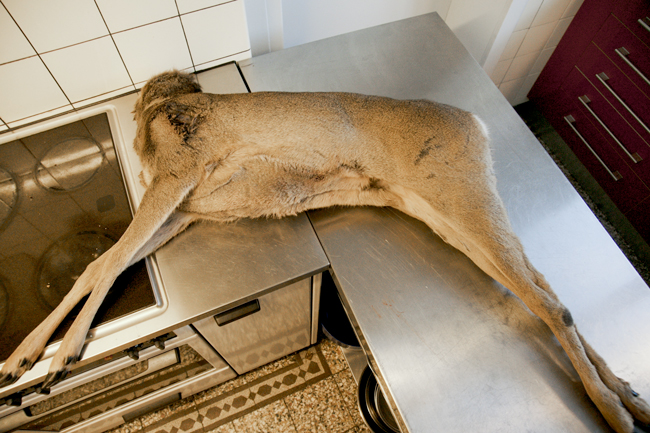
Reh mit Fell (jägersprachlich: in der Decke)
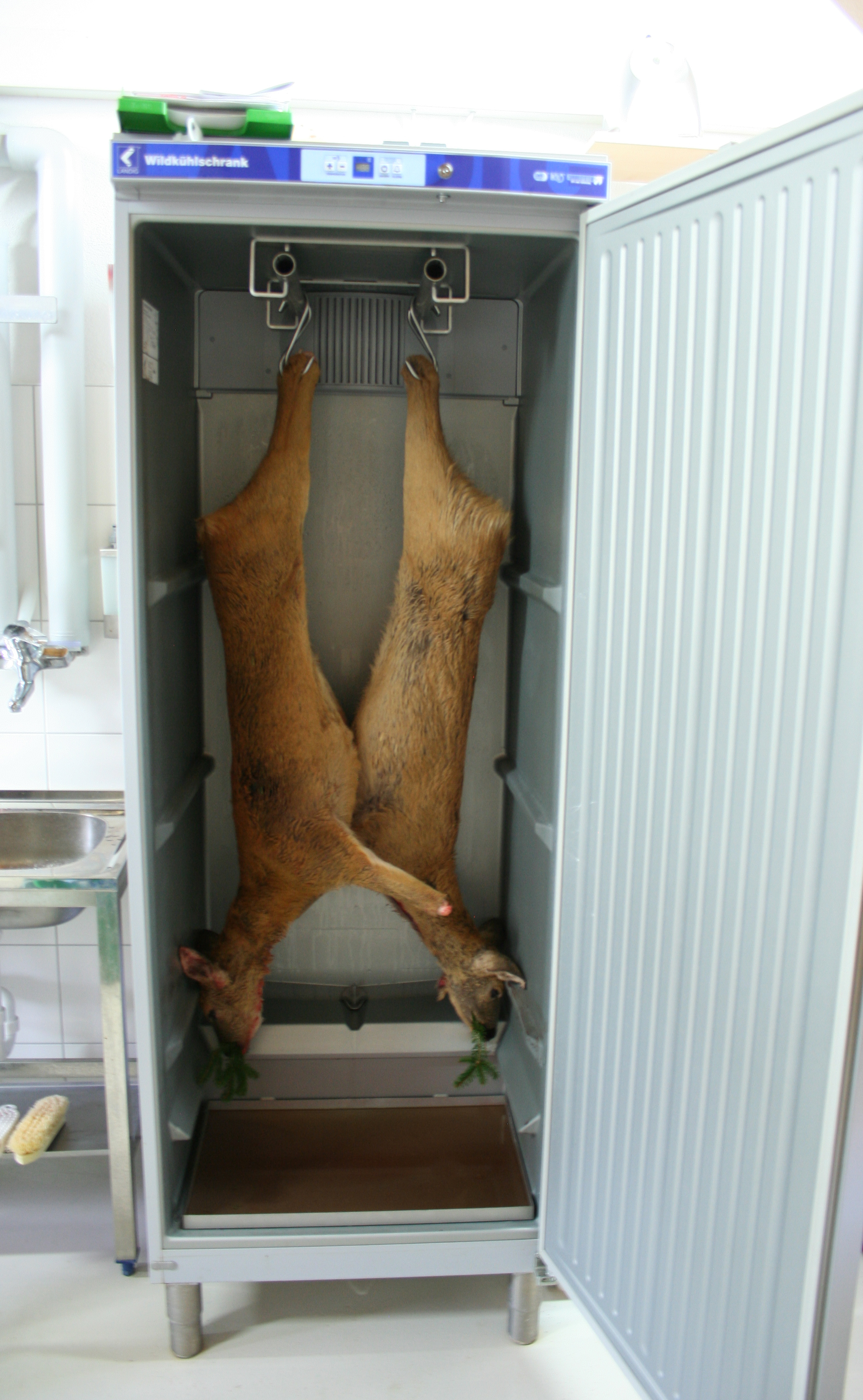
Das Reh wird nach dem Ausnehmen (jägersprachlich: Aufbrechen) in einem Wildkühlschrank zur Reifung aufgehängt
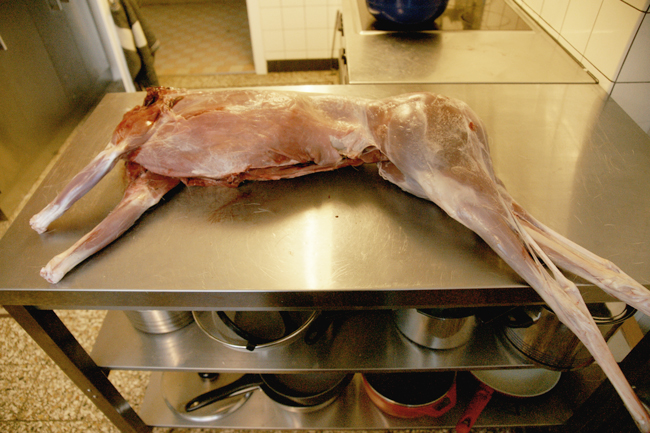
Reh nach Abziehen des Fells (jägersprachlich: aus der Decke geschlagen)
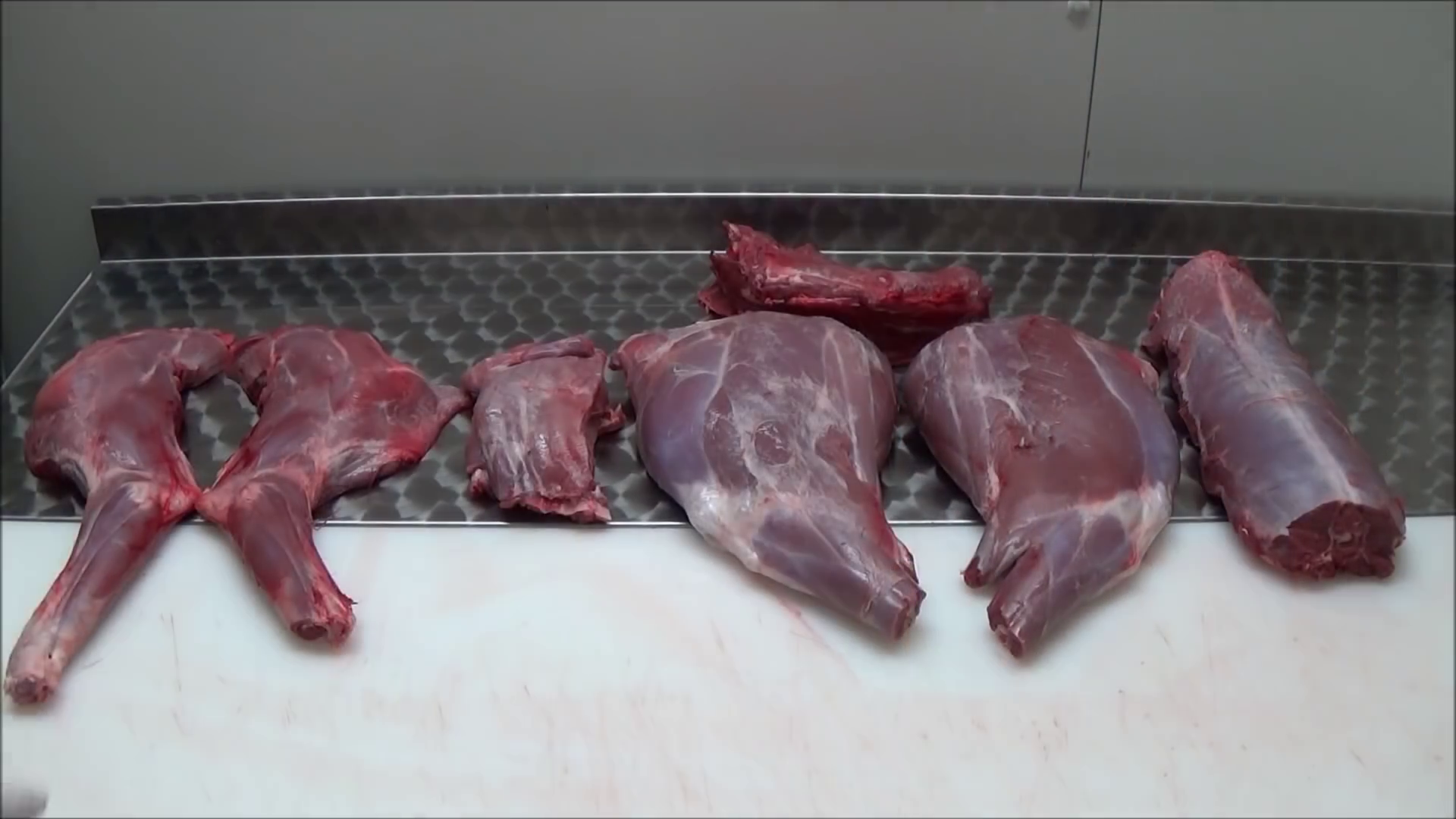
Reh nach dem Zerlegen (jägersprachlich: Zerwirken), vlnr: zwei Schultern, Rippen, zwei Keulen, Rücken, oben: Hals
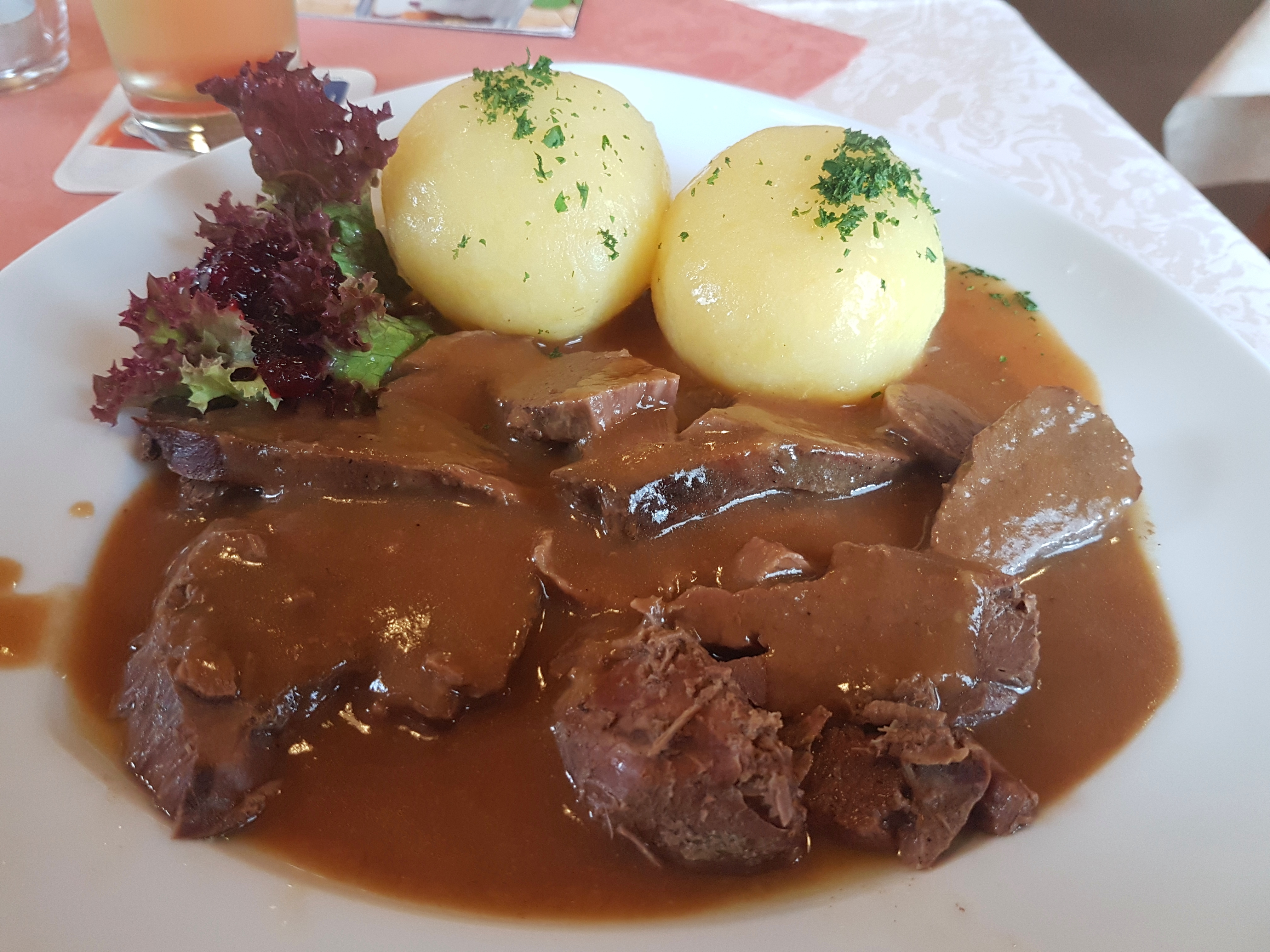
Fertig zubereiteter Rehbraten

## Fleischsorten
- Elchfleisch, Hirschfleisch, Gamsfleisch, Rehfleisch freilebender Tiere sind fettarm, hingegen ist Fleisch von Gatterwild fettreicher. In der Paarungszeit erlegtes männliches Schalenwild hat einen stark urinösen Geruch und Geschmack.[8]
- Wildschweinfleisch ist fetter als Hirsch oder Reh. Wildschweine können Trichinenträger sein, deshalb unterliegt ihr Fleisch der Trichinenschau, die durch einen Sachkundigen vorgenommen wird, bevor das Fleisch zum Verzehr oder in den Handel gelangt.
- Hasenfleisch: Schlegel und Rücken eignen sich ausgezeichnet zum Braten und Schmoren.
- Fasan: Fasane können auch mit traditionellen Geflügelrezepten zubereitet werden.
- Rebhuhn: Sehr schmackhaftes Wildhuhn.
- Wildente: Gebraten, mit Rotkohl eine beliebte Festtagsspeise oder die ausgelösten Brüste als Schnitzel.
- Strauß: Feinfaseriges, zartes und mageres Fleisch, das sich zum Beispiel als Steak und Filet eignet.
- Känguru: Das Kängurufleisch ist dunkelrot und enthält nur zwei Prozent Fett, ist also sehr mager. Es kann gegrillt, geschmort, gekocht oder gebraten werden; wegen des geringen Fettgehaltes soll es jedoch nur „medium“ zubereitet werden, da das Fleisch ansonsten sehr trocken und hart wird.

## Wildspeisen
Obwohl in der europäischen Küche wohl Wildschnitzel und Wildpfeffer am weitesten verbreitet sind, gibt es viele andere Möglichkeiten, Wildfleisch zuzubereiten.
Als Vorspeisen:
- Charcuterie: Hirschwurst, Salsize, Trockenfleisch und Ähnliches werden oft noch auf herkömmliche Art nach überlieferten Rezepten produziert. Gesalzene und gewürzte, edle Fleischstücke werden während einiger Wochen luftgetrocknet und erhalten dadurch einen charakteristischen, sehr intensiven Geschmack.
- Pasteten: Wildpasteten sind schon seit Jahrhunderten als Delikatesse bekannt und standen auf den Tischen von Königen und Kaisern.
- Terrinen: Für die Herstellung von Wildterrinen wird eine Farce aus einem oder verschiedenen Fleischen hergestellt, mit Vollrahm, Salz, Gewürzen und eventuell etwas Cognac gewürzt, eventuell mit Pilzen, Pistazien oder Apfelstückchen verfeinert, dann in eine Form gefüllt und im Ofen langsam pochiert.
- Carpaccio: Wildfleisch von Wiederkäuern kann auch roh gegessen werden, beispielsweise als Hirschcarpaccio. Hier muss jedoch unbedingt darauf geachtet werden, dass das Fleisch parasitenfrei ist. Das Fleisch von Nicht-Wiederkäuern, das heißt Wildschwein[9] eignet sich nicht zum rohen Verzehr.

Als Hauptgang:
- Salmis
- Wildragout: Schulter-, Hals- oder Schenkelstücke werden klein geschnitten und während drei bis zehn Tagen in eine Rotweinbeize mit Gemüse und Gewürzen eingelegt und anschließend geschmort.
- Schnitzel
- Hirsch- und Rehrücken (Rehrücken Baden-Baden)

Ein traditionelles Wildgericht wird oft mit Spätzle, Rotkraut, heißen Früchten, Maronen, Preiselbeersauce oder Chutneys gereicht.

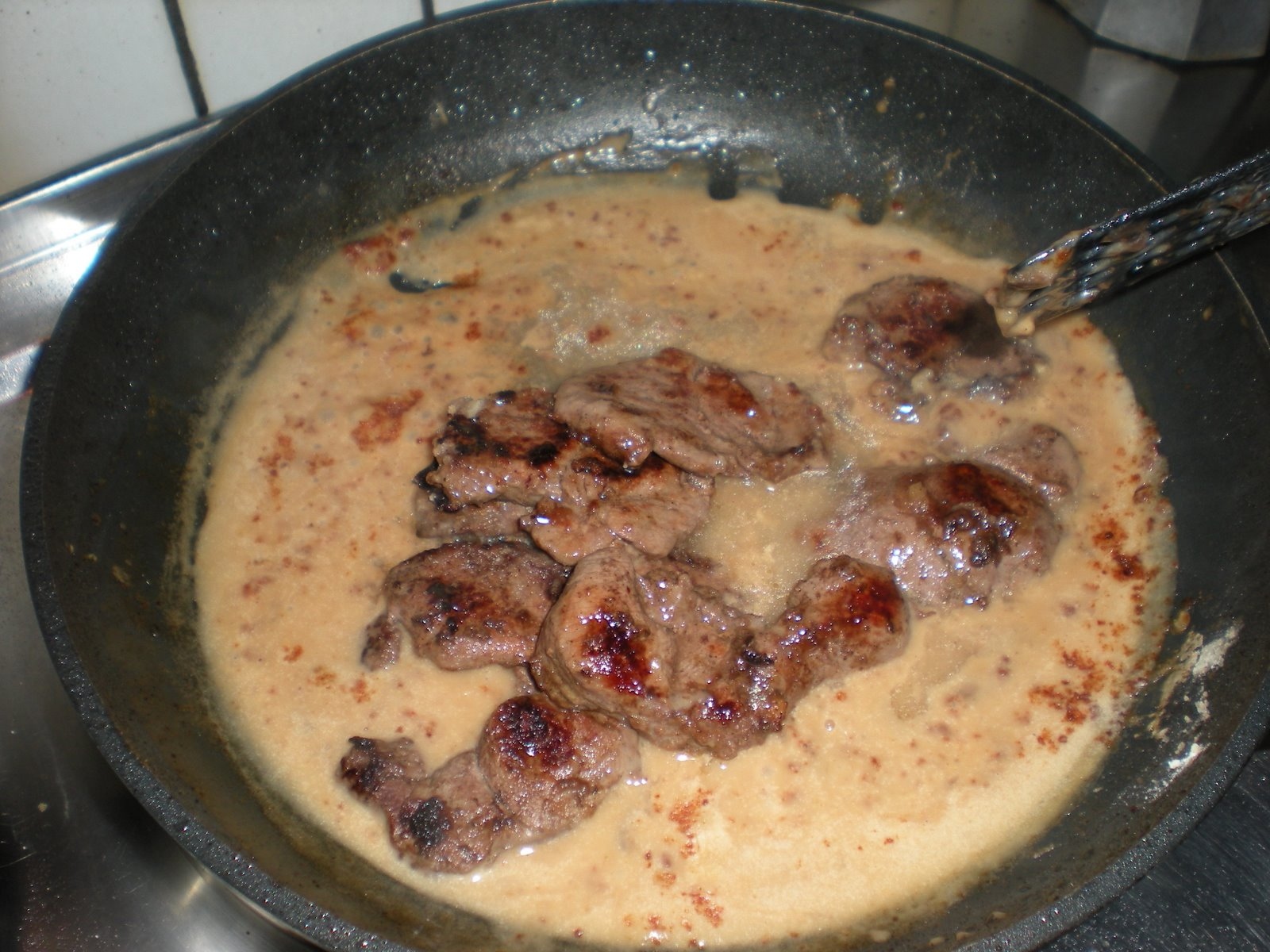
Zubereitung von Reh-Jägerschnitzeln in der Pfanne
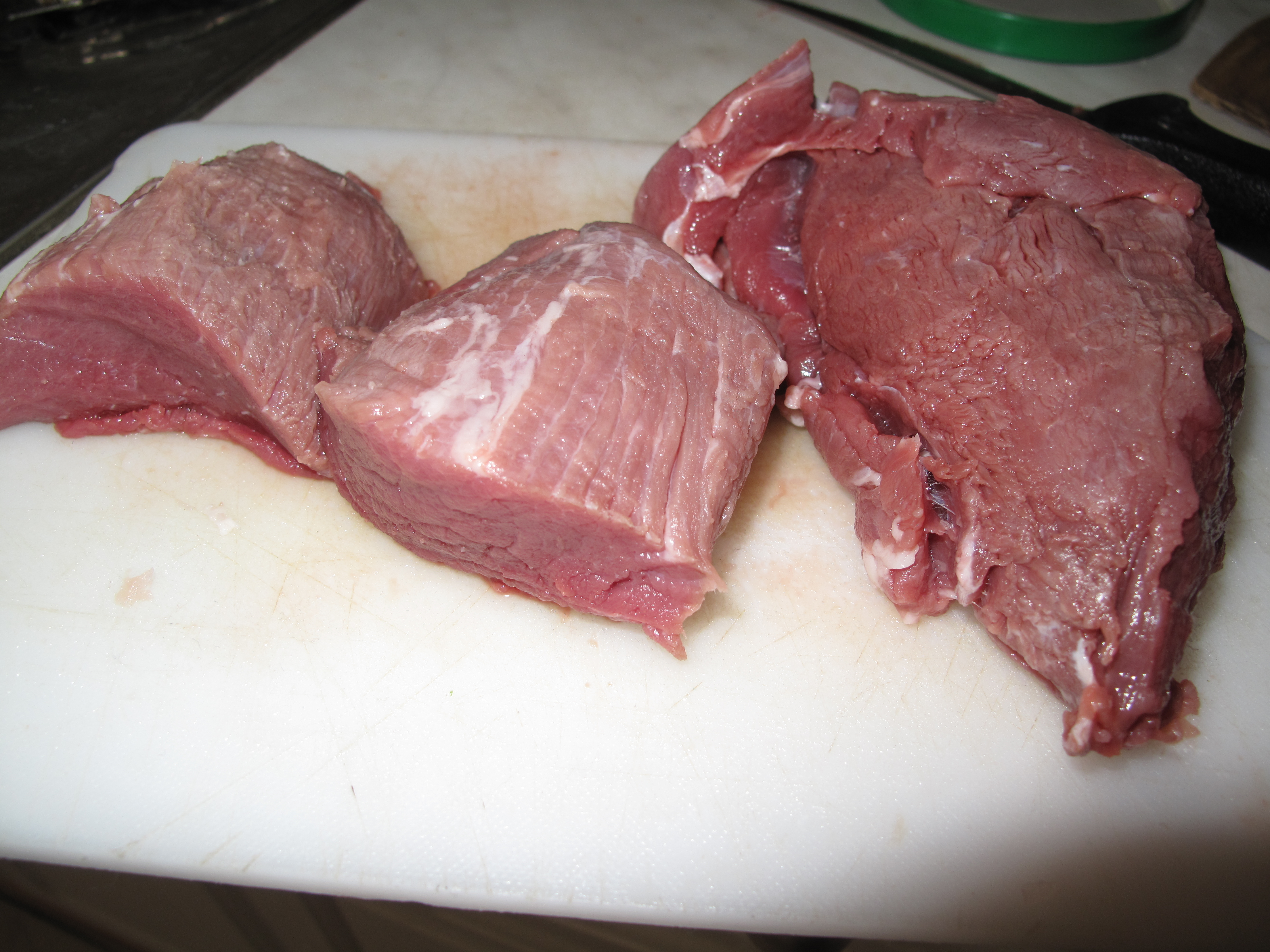
Vergleich von Schweinefleisch und Wildschweinfleisch (rechts)
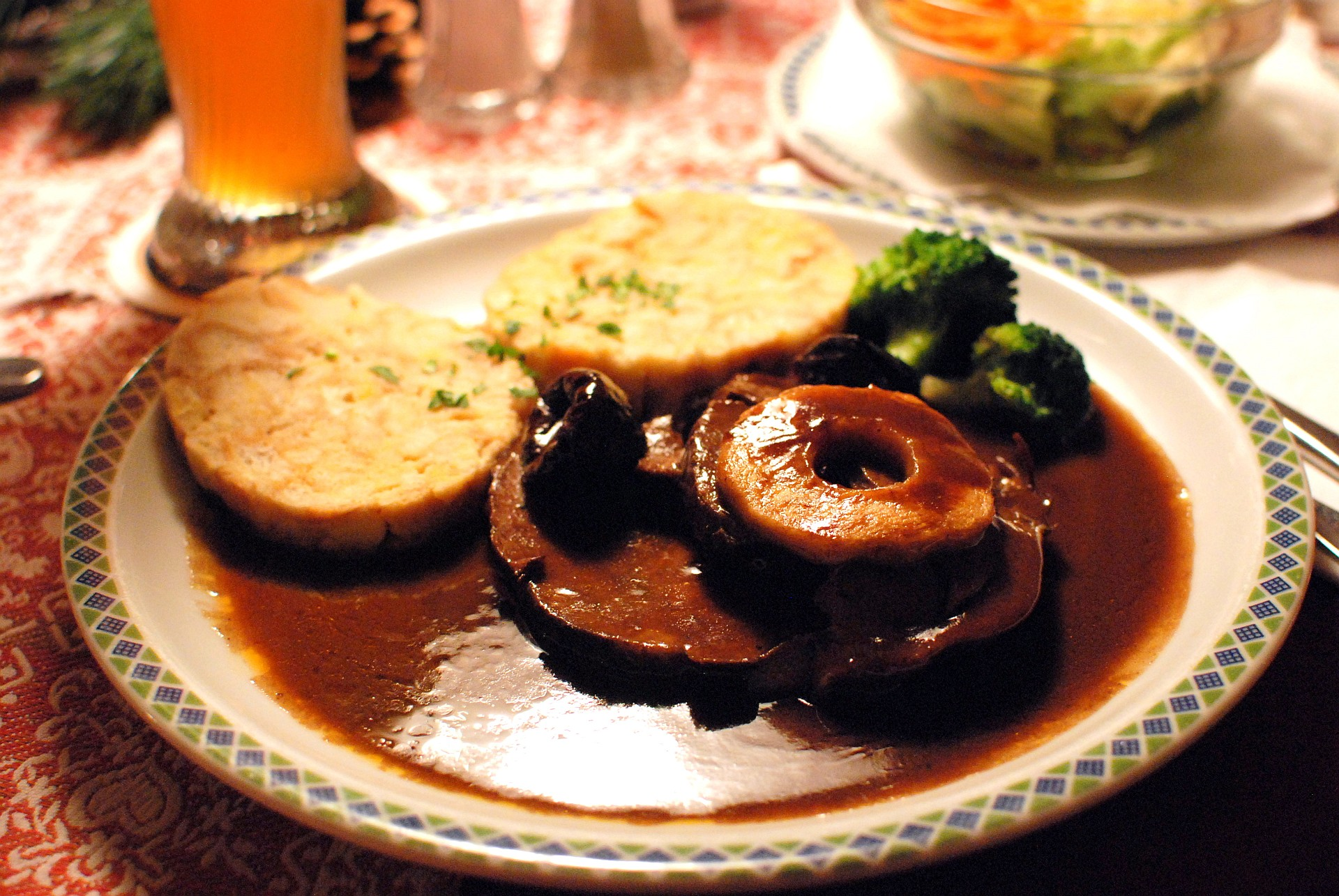
Wildschweinbraten mit Beilagen

Auf der Internetseite „Wild auf Wild“ des Deutschen Jagdverbandes gibt es über 400 Rezeptideen und Küchentipps – von klassisch bis modern. Über 120 Rezeptvideos gibt es auf dem YouTube-Kanal des Dachverbands der Jäger.

## Fleisch von Gatterwild
Wildfleisch freilebenden Wildes unterscheidet sich von Fleisch von in Gehegen gehaltenem Wild. So konnten in einer Untersuchung erhöhte Gesamtfettgehalte bei Gehegewild festgestellt werden, die der eingeschränkten Bewegungsfreiheit und der Zufütterung im Gatter zuzuschreiben sind. Gatterwild ist Wild, meist Dam-, Rot- oder Schwarzwild, das eingezäunt in naturnaher Umgebung gehalten wird, jedoch aufgrund der hohen Tierdichte aus Mangel an natürlicher Nahrung mit Ergänzungsstoffen zugefüttert wird. Wild im Gatter ist nicht herrenlos im Gegensatz zu Wild in freier Wildbahn (je nach nationaler Gesetzgebung).
Bei einer extensiven Gatterhaltung ist hingegen gewährleistet, dass eine Verfettung des Wildfleisch ausgeschlossen ist und somit gleichwertig dem des Fleisches von frei lebendem Wild ist. Durch das Vermeiden von Pestiziden in der Gatterhaltung z. B. bei Einhaltung des bayerischen Kulturlandschaftsprogrammes ist die Fleischqualität weiter zu steigern.

## Gesundheit
Wildfleisch ist, mit Ausnahme von Robbenfleisch, arm an Fett und außerdem reich an Eiweißen, Mineralstoffen und Vitaminen.

### Bleibelastung
Wird bei der Jagd Bleimunition verwendet, besteht die Gefahr einer erhöhten Bleibelastung. Eine erhöhte Bleikonzentration im menschlichen Körper kann die Blutbildung, innere Organe und das zentrale Nervensystem schädigen. Dabei ist Blei schon in geringen Mengen schädlich. Für Fleisch vom Rind, Schwein, Schaf, Geflügel existiert ein europäischer Höchstgehalt für Blei von 0,10 mg/kg Fleisch. Für Wildfleisch gibt es bislang keinen solchen Grenzwert.
Das Bundesinstitut für Risikobewertung hat in Studien klargestellt, dass bei Normalverzehrern ein gesundheitliches Risiko durch den Verzehr von Wildbret unwahrscheinlich ist. Für Risikogruppen wie Schwangere und Kinder unter sieben Jahren ist eine Gesundheitsgefährdung möglich. Das Schweizerische Bundesamt für Gesundheit empfiehlt Schwangeren, nicht mehr als zwei Portionen Wildfleisch pro Woche zu essen.
2021 untersuchte das Bundesamt für Verbraucherschutz und Lebensmittelsicherheit Wurstwaren mit Wild. In rund drei Viertel der untersuchten Proben wurde Blei nachgewiesen. 7 Proben wurden beanstandet und als nicht zum Verzehr geeignet eingestuft, eine Probe wurde als gesundheitsschädlich bewertet.

### Parasiten
Das Bundesinstitut für Risikobewertung (BfR) hat 2018 eine gesundheitliche Bewertung vorgenommen und – basierend auf Tierart und Häufigkeit des Befalls – das Risiko einer parasitären Erkrankung durch den Verzehr befallenen Wildfleisches abgeschätzt. Betrachtet wurden dafür jene Wildtierarten, deren Fleisch typischerweise in Deutschland verzehrt wird: Wildschwein, Rehwild, Rot- und Damwild. Das Institut bezog folgende Parasiten bzw. durch sie hervorgerufene Erkrankungen in seine Bewertung mit ein: Toxoplasmen (Erkrankung: Toxoplasmose), Trichinellen (Erkrankung: Trichinellose), Sarkosporidien (Erkrankung: Sarkosporidiose), Schweinebandwurm (Erkrankung: Zystizerkose und Taeniose), kleiner Fuchsbandwurm (Erkrankung: Echinokokkose) und Duncker'scher Muskelegel (möglicherweise hervorgerufene Erkrankung: larvale Alariose).
Wird die Fleischhygiene nur nachlässig sichergestellt oder das Fleisch hygienisch nicht einwandfrei zubereitet, können diese Parasiten den Menschen nach dem Konsum des Fleisches krank machen. Bis auf Vielverzehrer, etwa Jägerfamilien und deren Umfeld, die jährlich über 60 Wildmahlzeiten zu sich nehmen, isst eine deutsche Person im Durchschnitt pro Jahr ein bis zwei Wildmahlzeiten mit etwa 200–400 Gramm Wildbret. Aufgrund dieser geringen Menge schätzt das BfR das Risiko, sich auf diese Weise mit Krankheitserregern zu infizieren, als gering ein.
Ein zunehmender Trend hin zum Verzehr halbrohen Wildbrets mit rosafarbenem Kern oder Rohwurstprodukten ist zu beobachten. Vor allem schwangeren Frauen und Personen mit geschwächtem Immunsystem empfiehlt das BfR zur Senkung des Gesundheitsrisikos daher, Wildfleisch und daraus hergestellte Produkte nur vollständig durchgegart zu konsumieren.

### Radioaktivität
Seit der Katastrophe von Tschernobyl wird darauf hingewiesen, dass der Verzehr von Wildbret aus den von der radioaktiven Kontamination betroffenen Gebieten riskant ist. Durch die strengen Überprüfungen im Handel kommt üblicherweise in den DACH-Regionen kein belastetes Wildbret in den Verkauf.